# Xe hơi ngạt

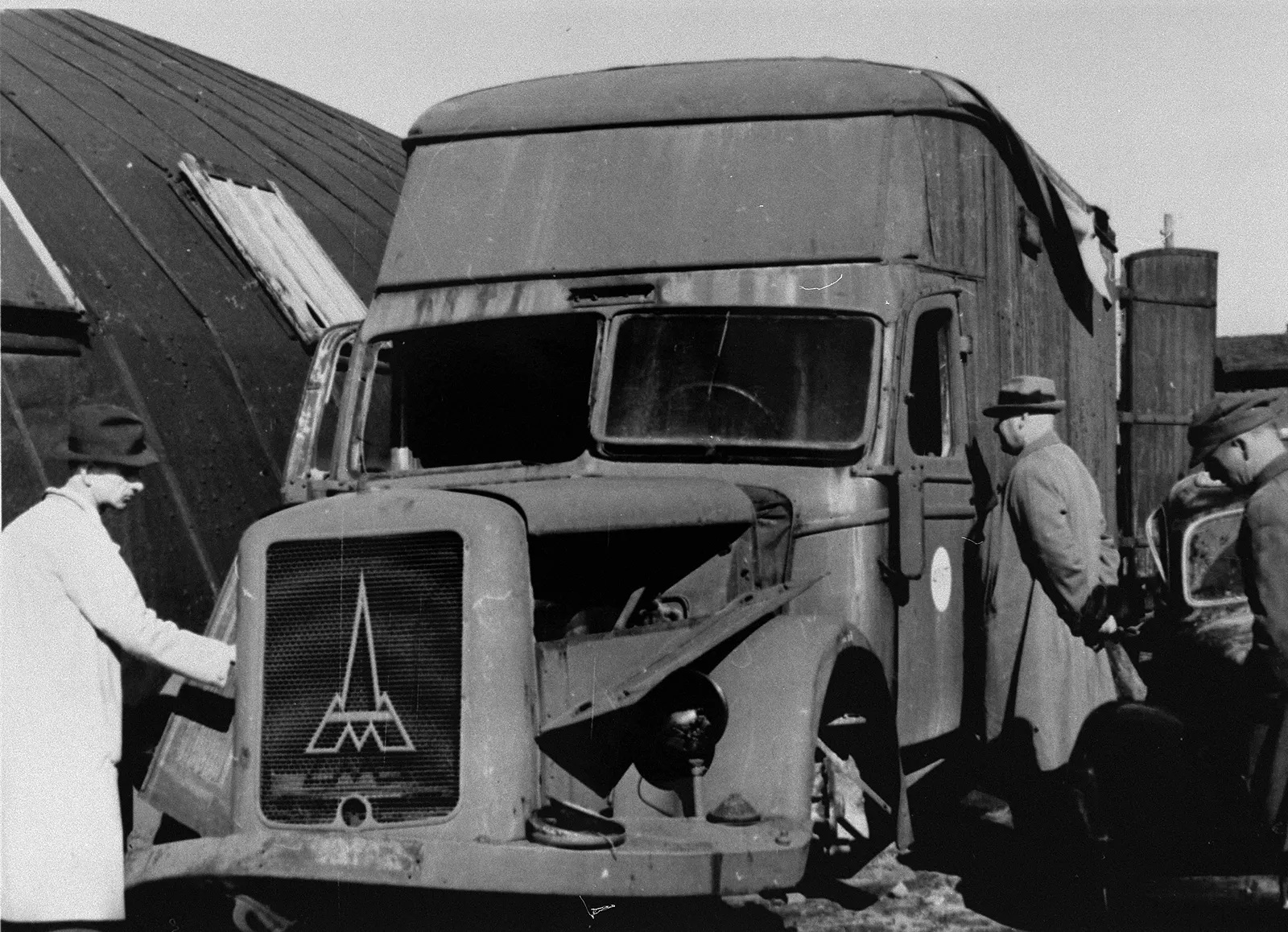
Xe chuyển đồ Magirus-Deutz bị đốt cháy gần Trại hủy diệt Chełmno, loại do Đức Quốc xã sử dụng để làm ngạt thở, với khí thải thải ra được đưa vào khoang phía sau bị bịt kín, nơi nạn nhân bị khóa chặt từ bên ngoài. Xe van đặc biệt này đã không được sửa đổi, như được Office of the United States Chief Counsel for Prosecution of Axis Criminality giải thích (1946), tuy vậy, xe này cho chúng ta cái nhìn tổng thể về quá trình gây ngạt

Xe hơi ngạt (tiếng Nga: душегубка (dushegubka); tiếng Đức: Gaswagen) là một xe hơi được tái cấu trúc lại để thành một phòng hơi ngạt di động. Chiếc xe có ngăn không khí bít kín dành cho nạn nhân, với khí thải được truyền vào khi động cơ nổ máy. Các nạn nhân đã bị Cacbon monoxit làm ngạt thở, dẫn đến cái chết vì ngộ độc cacbon monoxit và chết ngạt. Xe hơi ngạt được cảnh sát mật Liên Xô NKVD phát minh và sử dụng vào cuối những năm 1930 trong Đại thanh trừng. Sau đó nó đã được triển khai rộng rãi như là một phương thức diệt chủng tại Đức Quốc xã để tiêu diệt kẻ thù của chế độ, chủ yếu là người Do Thái.